# Prolonged Exposure
Prolonged Exposure (PE, oder auch prolongierte Expositionstherapie) wurde als Unterform der Verhaltenstherapie und kognitiven Verhaltenstherapie entwickelt, um die Posttraumatische Belastungsstörung (PTBS, im Englischen „Posttraumatic Stress Disease“ PTSD) zu behandeln. Sie besteht im Wesentlichen aus drei Komponenten:
- „In Vivo“-Exposition, das heißt sich stufenweise den Situationen, Orten oder anderen Dingen, die einen an das Trauma erinnern oder sich gefährlich anfühlen (ohne natürlich objektiv gefährlich zu sein), auszusetzen
- Imaginative Exposition, also das wiederholte absichtliche Erzählen der Traumaerinnerung
- Kognitive Verarbeitung der Traumaerinnerung

## Zusammenfassung

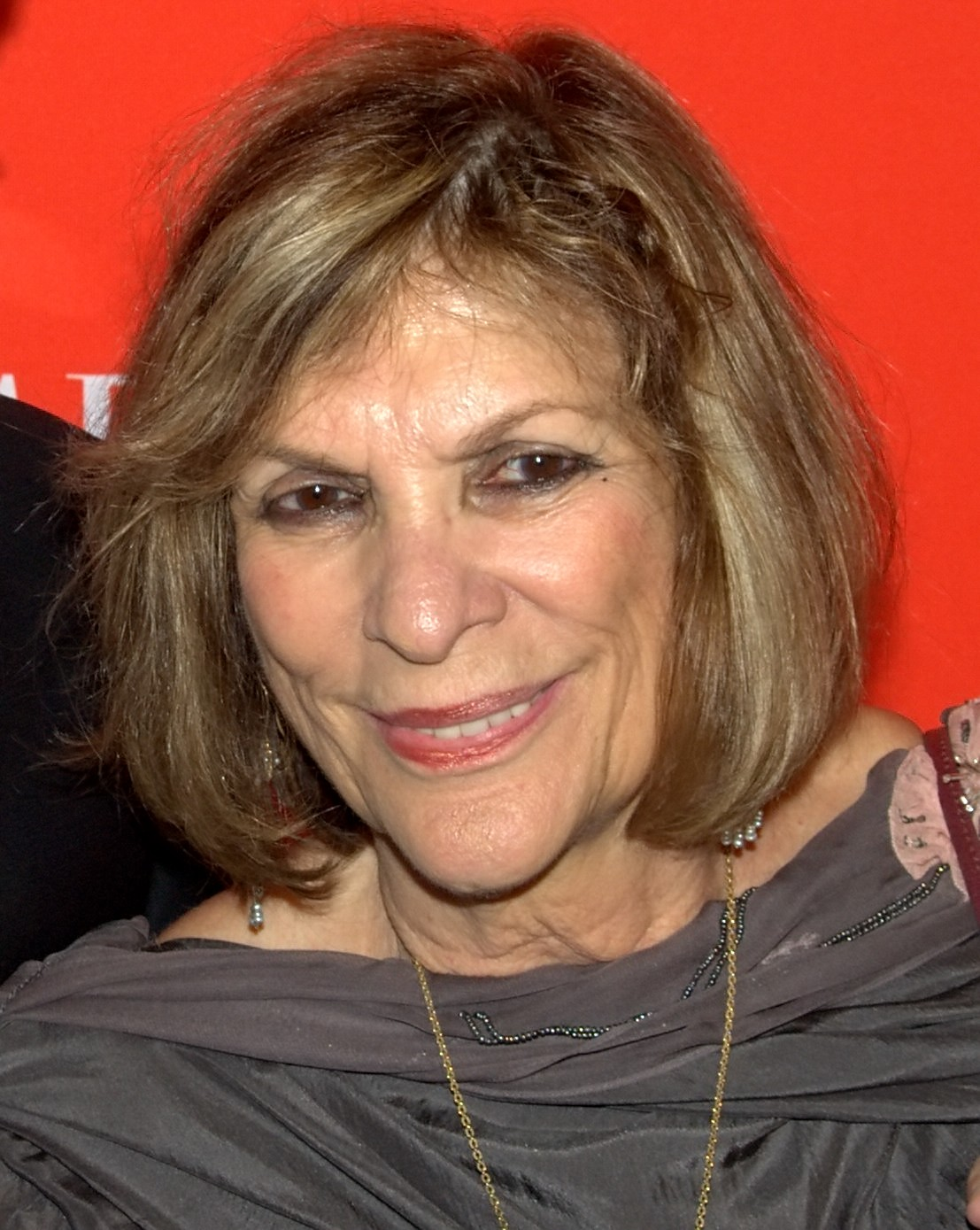
Dr. Edna Foa

Die Prolonged Exposure Therapie (PE) wurde von Dr. Edna Foa, Leiterin des Center for the Treatment and Study of Anxiety (CTSA) der University of Pennsylvania in Philadelphia, entwickelt. PE ist eine evidenzbasierte und hoch effektive Behandlungsform für die Posttraumatische Belastungsstörung (PTBS) und begleitende depressive Symptomatik und Ängste. PE gehört zu den expositionsbasierten Psychotherapieverfahren und ist durch zahlreiche Studien gestützt, die den positiven Effekt auf PTBS-Symptome nachweisen konnten.
Bei expositionsbasierten Therapien konfrontieren sich die Patienten mit an sich harmlosen Situationen, die bei ihnen aber mit der traumatischen Situation kognitiv verknüpft sind und daher große Anspannung und Angst auslösen können. Durch die wiederholte Erfahrung, dass das traumatische Erlebnis nicht erneut eintritt, löst man die kognitive Verknüpfung zwischen dem Trauma und der Situation.  PE ist eine flexible Therapiemethode, die individuell an die Gegebenheiten und die Bedürfnisse des Patienten angepasst werden kann. Es ist spezifisch darauf ausgelegt, Patienten zu helfen, traumatische Erlebnisse psychisch zu verarbeiten und die traumaverursachten Störungen zu reduzieren.
Durch die Therapie werden dabei nicht nur die PTBS-Symptome reduziert, sondern PE sorgt auch für eine Zunahme an Vertrauen und Selbstvertrauen und verbessert verschiedene Alltagsfähigkeiten, insbesondere mit belastenden Situationen besser umgehen zu können und zwischen sicheren und unsicheren Situationen unterscheiden zu können.

## Bestandteile der Therapie
PTBS ist durch das Wiedererleben des traumatischen Ereignisses durch einschießende und erschütternde Erinnerungen, Alpträume, Flashbacks und starke emotionale sowie körperliche Reaktionen charakterisiert, die durch an das Trauma erinnernde Situationen ausgelöst werden. Die meisten Menschen mit PTBS versuchen diese intrusiven Gedanken abzuwehren, indem sie Situationen vermeiden, die sie an das Trauma erinnern, selbst wenn diese an sich nicht gefährlich sind. Um die Intrusionen und das Vermeidungsverhalten zu behandeln, besteht die Expositionstherapie aus folgenden zwei Hauptkomponenten:
1. „In Vivo“-Exposition, d. h. wiederholte Konfrontation mit Situationen, Aktivitäten, Orten, die aufgrund von traumatischen Erinnerungen vermieden werden. Diese Begegnungen reduzieren traumabezogene Ängste und befähigen den Patienten zu realisieren, dass vermiedene Situationen nicht gefährlich sind und er mit dem Leid umgehen kann.
2. Imaginative Exposition, d. h. das wiederholte Wiederbesuchen, Wiedererzählen und Verarbeiten des traumatischen Erlebnisses. Die imaginative Exposition fördert die Verarbeitung der Traumaerinnerung und hilft eine realistische Perspektive auf das Trauma zu erlangen.

Das Ziel der Therapie ist es die Traumaerinnerung zu verarbeiten und die psychische Belastung sowie das Vermeidungsverhalten zu reduzieren. Außerdem unterstützt die Therapie depressive und emotional abgestumpfte Patienten im Aufbau positiver Aktivitäten.
Die imaginative Exposition findet dadurch statt, dass die Patienten während der Therapiesitzungen das Trauma dem Therapeuten wiederholt erzählen. Zusätzlich werden von den Sitzungen Tonaufnahmen angefertigt, die die Patienten zwischen den Sitzungen anhören. Für die In vivo Exposition erarbeitet der Therapeut mit dem Patienten eine Hierarchie an vermiedenen Situationen, Orten und Aktivitäten, denen sich der Patient als Hausaufgabe aussetzt.
Alle drei Komponenten erleichtern die emotionale Verarbeitung der Traumaerinnerung und vermindern Vermeidungsverhalten. Randomisiert kontrollierte Studien konnten zeigen, dass nur 10–38 % der PE-Patienten die Therapie vor Beendigung abbrechen.

## Studien
PE wird weltweit erfolgreich durchgeführt, um Patienten mit vielfältigen traumatischen Erlebnissen wie Vergewaltigung, Überfall, Kindesmisshandlung, Krieg, Verkehrsunfälle und Naturkatastrophen zu behandeln. Eine Studie aus den Niederlanden konnte eine bessere Wirkung im Vergleich zu EMDR nachweisen. PE ist auch wirkungsvoll bei Patienten mit gleichzeitiger Substanzabhängigkeit, wenn diese parallel behandelt wird. Zudem konnte gezeigt werden, dass PE keinen negativen Effekt auf die Abhängigkeitserkrankung hat. Weitere Studien haben gezeigt, dass PE in Kombination mit einer DBT auch Patienten mit einer begleitenden emotional instabilen Persönlichkeitsstörung vom Borderline-Typ hilft. Bei gleichzeitigem Vorliegen einer Schizophrenie konnte eine Reduktion der wahnhaften und psychotischen Symptomatik nach 6 Monaten nachgewiesen werden.